# Modifiziertes Entwässerungssystem
Modifizierte Entwässerungssysteme sind Entwässerungssysteme, die zwischen verschiedenen Abwässern mit unterschiedlichem Verschmutzungsgrad weiter differenzieren als "konventionelle" Misch- und Trennsysteme. 
Es wird in diesen Systemen versucht, das Niederschlagswasser so weit wie möglich aus dem Kanalnetz herauszuhalten. Nicht behandlungsbedürftiges Niederschlagswasser wird entweder direkt, semizentral oder zentral versickert, in naheliegende Gewässer geleitet oder vor Ort in Regentonnen oder Zisternen (zur Gartenbewässerung, zur Toilettenspülung) zwischengespeichert. Behandlungsbedürftiges Niederschlagswasser (etwa von verschmutzten Verkehrsflächen) wird wie im konventionellen System im Kanalnetz abgeleitet und geklärt. Im modifizierten Trennsystem wird dieses Wasser über den Regenwasserkanal zu einer weiteren Behandlung geleitet, im modifizierten Mischsystem wird dieses Wasser als Mischwasser in die Kläranlage abgeleitet.
Neben einer Neuorganisation des Kanalnetzes sind allerdings auch für die Bebauung andere Vorgaben zu berücksichtigen. Diese betreffen Maßnahmen, die zu einer Reduzierung der versiegelten Flächen beitragen (beispielsweise Nutzung von Rasengittersteinen) und eine Verlangsamung des Abflusses zum Beispiel durch Dachbegrünung.
Durch die Abflachung der durch Niederschläge entstehenden Abflussspitzen können Kanalnetze und Kläranlagen (bei Mischwassersystemen) kleiner dimensioniert werden. Aufgefangenes und genutztes Regenwasser senkt den Trinkwasserverbrauch. Außerdem wird der Wasserkreislauf verbessert, da vor Ort versickerndes Niederschlagswasser die Grundwasserreserven auffüllt. Ein weiterer Vorteil kann die Verbesserung des Mikroklimas durch die erhöhte Verdunstung von Niederschlägen sein. Problematisch kann sein, dass sich im Fall der Versickerung des Niederschlagswassers der Grundwasserspiegel lokal erhöht.